# Kiskalán
Kiskalán (Călanu Mic) település Romániában, Erdélyben, Hunyad megyében.

## Fekvése
Vajdahunyadtól keletre, a Sztrigy bal partján, Piskitől 14 km-re fekvő település.

## Története
Alsókalán nevét 1387-ben p. Alsokalantelek vagy Chalanteluch, Kalántelek néven említette először oklevél.
A falu valószínűleg a Géza fejedelem korában élt Kalán nemzetség fejének nevét őrzi, akinek itt lehetett a nyári szálláshelye.
A 14. században telek-névből következtetve valószínű, hogy az Árpád-korban elpusztult falu helyén (telkén) két újabb település is létesült a 14. században, alsó és felső részre osztódva, de a faluhatárok összefüggése is arra mutat, a vele szomszédos Szentkirály az eredetibb Kalán területéből vált ki.

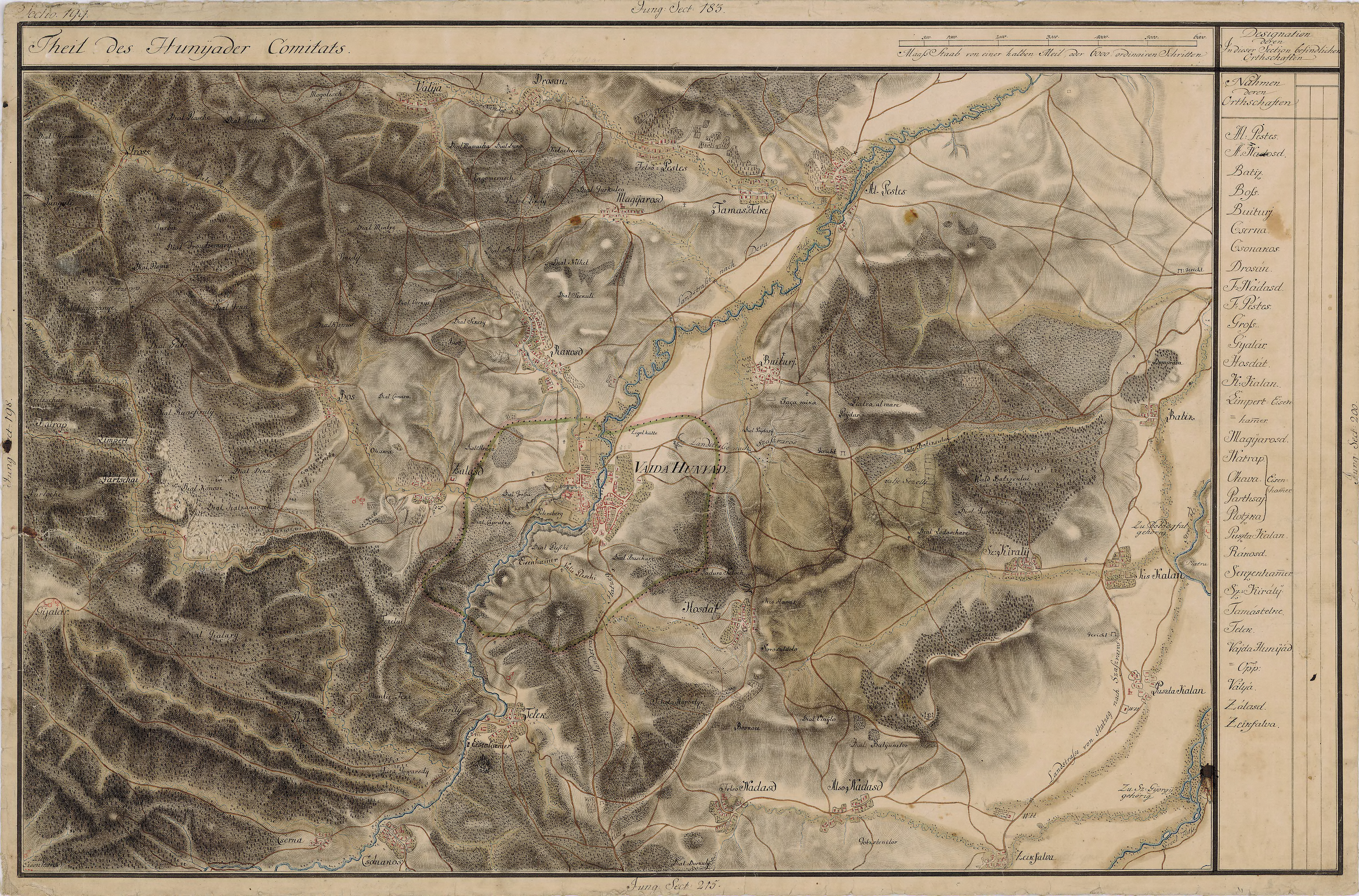
Kiskalán egy régi térképen

1444-ben Kalantheleke, 1453-ban Alsokalantelke, Fewlsewkalantelke, 1482-ben p. Kalan, 1510-ben Kalanthelek néven írták.
1453-ban Déva vára tartozéka volt, 1479-ben az Ongok  birtoka, utánuk pedig Kalántelke néven a Szobi, Czobor, Bradács családok birtoka volt.
1480-ban neve Thothkalántelek lett, mivel Mátyás király Thoth Mihálynak adományozta.
1510-ben Kalán a Hunyadvár tartozékai közé tartozott.
1520-1523 között Bélai, Rápolti, Macskási Tárnok birtok volt.
1910-ben 188 lakosából 10 magyar, 151 román volt. Ebből 8 római katolikus, 177 görögkeleti ortodox, 3 izraelita volt.
A trianoni békeszerződés előtt Hunyad vármegye Vajdahunyadi járásához tartozott.